# ゴータムカ経
『ゴータムカ経』（ゴータムカきょう、巴: Ghoṭamukha-sutta, ゴータムカ・スッタ）とは、パーリ仏典経蔵中部に収録されている第94経。『瞿哆牟伽経』（ぐたむかきょう）とも。
長老ウデーナが、婆羅門ゴータムカ（瞿哆牟伽）に仏法を説く。

## 構成

### 登場人物
- ウデーナ --- 仏教の比丘。長老。
- ゴータムカ（瞿哆牟伽） --- 婆羅門。

### 場面設定
ある時、長老ウデーナはバーラーナシーのケーミヤにあるマンゴー林に滞在していた。
そこに婆羅門ゴータムカが訪れ、正しい比丘について問いかけ、ウデーナは、人の四分類・二分類、十善戒、六根・六境、四禅、三明、三漏などについて説く。
ゴータムカは法悦し、三宝への帰依を誓う。そして、パータリプッタに、後に「ゴータムキー講堂」と呼ばれることになる講堂を建設し、僧伽に寄進する。

## 日本語訳
- 『南伝大蔵経・経蔵・中部経典3』（第11巻上） 大蔵出版
- 『パーリ仏典 中部（マッジマニカーヤ）中分五十経篇II』 片山一良訳 大蔵出版
- 『原始仏典 中部経典3』（第6巻） 中村元監修 春秋社